# ダイスケリチャード
Predefinição:Infobox イラストレーターDaisukerichard ( 14 de abril de 1994  -) é um ilustrador e designer japonês . Atividades centradas em livros e colaborações com empresas e artistas  .

## Biografia
Na primeira série do ensino fundamental, ele se choca com a capa do Shaman King Volume 15 que viu em uma livraria, e começa a desenhar ilustrações  . Na sexta série do ensino fundamental, compra um pen tablet mas acaba se afastando dos desenhos. No ano seguinte ele compra uma outra nova e começa a desenhar digitalmente a partir daí  .
Quando eu estava no ensino fundamental e médio, queria ser ilustrador, mas desde o ensino médio, começa  a almejar em tornar um designer  devido a condições financeiras.
Começou as atividades de doujinshi digital quando estava no segundo ano do ensino médio e foi para uma escola profissionalizante para designers. Na escola aprende o básico de design gráfico e como usar o Illustrator e o Photoshop. As atividades de Doujinshi terminam juntamente com a formatura de uma escola profissionalizante   .
Depois de se formar, trabalha como designer em uma empresa.  Desenhou principalmente logotipos e banners para sites  . No inverno do mesmo ano, começa a desenhar novamente, combinando "Richard" como um nome inglês cativante que aparece no topo da pesquisa junto com seu nome real "Daisuke", e começa a transmitir o seu trabalho como " Daisuke Richard".  .
Trabalhou como ilustrador aos sábados e domingos. Como a renda das ilustrações ultrapassou a do seu emprego como designer profissional, ele se tornou independente em agosto de 2018  . Por cerca de um mês depois de sai da empresa, recusou todos os trabalhos de ilustração e saiu com os seus amigos aproveitando seus hobbies. Quando chegou os desesperos com seu trabalho, ele aceita "Seishun nante Iranaiwa", de Sangatsu no Phantasia a pedido da Sony Music, e desde então vem trabalhando na ilustração do Music Video do mesmo grupo  .
Em 12 de junho de 2020 a 1 de julho, a primeira exposição individual "Nue" estava programada para ser realizada no pixiv WAENGALLERY, mas devido à influência do coronavírus, foi adiada para 4 a 24 de fevereiro de 2021 e muda o título para "Neo"  .

## pessoa
"Shaman King", " DEATH NOTE ", " A Silent Voice " e " Yotsubato " são mencionados como os quatro reis do mangá na sua vida  .
Quanto à música, ouve as bandas desde quando estava na escola primária  . Ele também é membro dos fã-clubes GRANRODEO, MUCC e KAT-TUN  . Durante os trabalhos ele ouve rádios como " All Night Nippon "  .

## Estilo
Ele cria ilustrações principalmente as meninas   .
Existem muitas ilustrações em que o rosto da pessoa não consegue ser visto, como virado para trás ou virado para baixo. Ele pensa que na pintura de uma pessoa, o rosto é considerado como "o lugar mais cativante e interessante", bem como "o lugar mais difícil", e o fato de se sentir preguiça para desenhar o rosto, levou ao estilo atual de sua ilustração.  .

## Principais trabalhos
- pixiv WAEN GALLERY Exposição individual "Neo" (4 a 24 de fevereiro de 2021)
- Desconto para estudantes DoCoMo (ilustração de publicidade, 2020) [6]
- Netflix "Estou ansioso para a animação de amanhã" comercial (design de personagens, imagem de cenário, ilustração) [7]
- SixTONES " Uyamuya " (ilustração do MV) [8]
- Tipo Aramasa No.6 Daisukerichard
- Cartão TSUTAYA T/colaboração de produtos originais
- T-shirt da colaboração do estúdio Chizu graniph The Girl Who Leapt Through Time x Daisukerichard
- MUCC "-Luta contra o COVID-19 # 4-" Reprodução Completa de Meisei +4 "" (Visual Principal)
- MUCC Tatsurou TOKYO FM programa regular "JACK IN THE RADIO" (convidado de 15 de maio de 2021)
- john masters organics tie-up "GREEN BEAUTY COMMUNITY COLLABORATION Daisuke Richard" (2 de setembro de 2021)
- Sony Japan Cup 2021 com Fortnite (visual principal)
- All Night Nippon 55º Aniversário Performance "Remember That Night" (Arte)
- Projeto Piplup Pocha Pocha Art Festival (Ilustração de colaboração 1 de dezembro de 2021)
- Simeji (ilustração de colaboração 17 de dezembro de 2021)
- DLC do jogo "SCARLET NEXUS" 2º (Design de figurino dezembro de 2021)
- Ilustração do MV de março Pantasia
  - "Limonada Rosa" [2]
  - "Eu não preciso de juventude" [2]
  - "Março deve continuar para sempre" [2]
  - "Suíte Amarga" [2]
  - "Chuva Pastel" [2]
  - "Rua, só a luz da luz"
  - "Se um dia você não puder ser um anjo ou um pássaro azul e ser Adão e Eva"
  - "O amor não é bom"
  - "fumaça"
  - "Encontro"
  - "Dama de cabeça para baixo"
  - "Gravidade de verão"
  - "A chuva azul nunca para"
  - "Eu irei comer"
  - "Não acorde, jovem"
  - "Cor transparente"
  - "Feliz egoísmo" (tema OP do drama de TV "Se eu te beijasse naquele momento")
  - "101" (Yomi: One O One) (tema OP do anime TV "The Irregular at Magic High School")
- Ilustração de jaqueta de março Pantasia
  - "Pink Lemonade" (Primeira Edição / Edição Regular, 21 de novembro de 2018)
  - "Girl's Blue Happy Sud" (Primeira Edição / Edição Regular, 13 de março de 2019)
  - "Blue Pop Reverberation" (Primeira Edição / Edição Normal, 30 de setembro de 2020)
  - "101 / Yakou" (Primeira Edição / Edição Regular, 21 de julho de 2021)
- March Pantasia e outros
  - Live "Blue Pop Reverberation" (Parker Design 2020)
  - O romance de Mia "O céu do adeus era muito parecido com o brilho daquela flor azul" (Ilustração da capa, 19 de julho de 2021)
  - Live "A história continua" (Key Visual Goods, 27 de novembro de 2021)

### Livro de arte

#### Doujin
- Jyukujihan (18 de agosto de 2016)
- Kainda Blue (9 de novembro de 2016)
- 3 (8 de maio de 2017)

#### Comercial
- Kikanetsu  (9 de agosto de 2018)
- Suisou (26 de abril de 2019)
- Ushimitsudoki (12 de fevereiro de 2021)

Predefinição:脚注ヘルプ

### fonte
1. ↑  «ダイスケリチャード». KAI-YOU. Consultado em 28 de janeiro de 2021
2. 1 2 3 4 5 6 7 8 9 10 11 12 13 14  «音楽とともに進化するイラスト表現　三月のパンタシア描くダイスケリチャード インタビュー». KAI-YOU. 22 de março de 2019. Consultado em 28 de janeiro de 2021
3. 1 2  «ダイスケリチャードさんへの本気のインタビュー». .Too. Consultado em 28 de janeiro de 2021
4. 1 2 3 4  «気だるい女子高生の日常描くイラストレーター・ダイスケリチャード 「モデルは原宿や渋谷の女の子」». ORICON NEWS. Consultado em 10 de dezembro de 2020
5. ↑  «ダイスケリチャード個展「ヌエ」（2021年2月頃開催予定）». pixiv WAEN GALLERY (em japonês). 14 de abril de 2020. Consultado em 10 de dezembro de 2020
6. ↑  «ドコモの学割». docomo. Consultado em 28 de janeiro de 2021
7. ↑  «花譜 Netflix特別アニメ「明日のアニメも、楽しみだ。」歌唱を担当». MoguLive. 30 de novembro de 2020. Consultado em 28 de janeiro de 2021
8. ↑  «SixTONES「うやむや」MVは全編アニメーション». 音楽ナタリー. 7 de janeiro de 2021. Consultado em 28 de janeiro de 2021

## Link externo
- Sítio oficial
- ダイスケリチャード no X
- ダイスケリチャード/daisukerichard no Instagram
- Vídeo no YouTube
- TSUTAYAインタビュー

- john masters organics × Daisukerichard
- Entrevista com o Dr. Daisukerichard! Produção de trabalho/carreira-como desenhar, etc.